# Dyckia tobatiensis
Dyckia tobatiensis är en gräsväxtart som beskrevs av Emil Hassler. Dyckia tobatiensis ingår i släktet Dyckia och familjen Bromeliaceae. Inga underarter finns listade i Catalogue of Life.